# Fixpunkteigenschaft
Ein Objekt {\displaystyle X} besitzt in der Mathematik die Fixpunkteigenschaft (englisch fixed-point property, daher auch oft kurz FPP), wenn bestimmte wohldefinierte Abbildungen von {\displaystyle X} in sich selbst einen Fixpunkt besitzen. Der Begriff wird überwiegend für topologische Räume, auf der jede stetige Abbildung einen Fixpunkt besitzen soll, angewendet, aber auch in der Verbandstheorie, wo man partiell geordnete Mengen und ordnungserhaltende Funktionen in sich selbst betrachtet, spielt die Fixpunkteigenschaft eine Rolle. In der Sprache der Kategorientheorie lässt sich diese Definition etwas präziser fassen.

## Definition
Sei {\displaystyle X} ein Objekt einer konkreten Kategorie {\displaystyle {\mathcal {C}}}. Dann hat {\displaystyle X} die Fixpunkteigenschaft, wenn jeder Morphismus in {\displaystyle \mathrm {Mor} _{\mathcal {C}}(X,X)} einen Fixpunkt besitzt.
Genauer: Da eine konkrete Kategorie vorausgesetzt ist, gibt es einen Vergissfunktor {\displaystyle V\colon {\mathcal {C}}\rightarrow {\mathsf {Set}}} in die Kategorie der Mengen. Gemeint ist, dass für jeden Morphismus {\displaystyle f\in \mathrm {Mor} _{\mathcal {C}}(X,X)} die Abbildung {\displaystyle V(f):V(X)\rightarrow V(X)} zwischen Mengen einen Fixpunkt hat.

## Beispiele

### Topologische Räume
Am gebräuchlichsten wird die Definition für topologische Räume gebraucht. Dann ist {\displaystyle {\mathcal {C}}={\mathsf {Top}}} die Kategorie der topologischen Räume. Ein topologischer Raum {\displaystyle X} hat dann die Fixpunkteigenschaft, wenn jede stetige Selbstabbildung einen Fixpunkt besitzt.
- Das abgeschlossene Intervall {\displaystyle [0,1]} hat die Fixpunkteigenschaft. Sei dafür {\displaystyle f\colon [0,1]\to [0,1]} eine stetige Abbildung. Ist {\displaystyle f(0)=0} oder {\displaystyle f(1)=1}, dann hat {\displaystyle f} einen Fixpunkt. Falls nicht, dann ist {\displaystyle f(0)>0} und {\displaystyle f(1)-1<0}. Damit ist die Funktion {\displaystyle g\colon [0,1]\to \mathbb {R} }, gegeben durch {\displaystyle g(x):=f(x)-x}, eine stetige Funktion, die im Punkt {\displaystyle 0} positiv und im Punkt {\displaystyle 1} negativ ist. Nach dem Nullstellensatz von Bolzano besitzt {\displaystyle g} daher eine Nullstelle und {\displaystyle f} damit einen Fixpunkt.
- Das offene Intervall {\displaystyle ]0,1[} hat nicht die Fixpunkteigenschaft. Eine Abbildung wie {\displaystyle f\colon ]0,1[\,\to \,]0,1[\,,f(x)=x^{2}} hat keinen Fixpunkt.
- Allgemeiner gilt nach dem Fixpunktsatz von Brouwer, dass jede Kugel in einem endlichdimensionalen euklidischen Raum die Fixpunkteigenschaft besitzt.
- Der reelle projektive Raum {\displaystyle \mathbb {R} P^{n}} hat die Fixpunkteigenschaft für {\displaystyle n} gerade.[1][2] Für {\displaystyle n} ungerade gilt dies nicht, da dann die Abbildung {\displaystyle \mathbb {R} P^{n}\rightarrow \mathbb {R} P^{n},[x_{0}:x_{1}:\dots :x_{n-1}:x_{n}]\mapsto [x_{1}:-x_{0}:\dots :x_{n}:-x_{n-1}]} keinen Fixpunkt hat.[2]
- Der komplexe projektive Raum {\displaystyle \mathbb {C} P^{n}} hat die Fixpunkteigenschaft für {\displaystyle n} gerade.[2] Für {\displaystyle n} ungerade gilt dies nicht, da dann die Abbildung {\displaystyle \mathbb {C} P^{n}\rightarrow \mathbb {C} P^{n},[z_{0}:z_{1}:\dots :z_{n-1}:z_{n}]\mapsto [z_{1}:-z_{0}:\dots :z_{n}:-z_{n-1}]} keinen Fixpunkt hat.[2]

### Mengen
In der Kategorie der Mengen {\displaystyle {\mathsf {Set}}} sind die betrachteten Morphismen zwischen zwei Objekten {\displaystyle X}, {\displaystyle Y} die Abbildungen {\displaystyle f\colon X\to Y}. Die Objekte mit Fixpunkteigenschaft sind genau die Einermengen. Die einzige mögliche Abbildung einer Einermenge in sich selbst ist nämlich die Identität und die besitzt einen Fixpunkt. Sei {\displaystyle X} eine Menge mit mehr als einem Element. Dann hat {\displaystyle X} auf jeden Fall zwei verschiedene Elemente {\displaystyle x_{1},x_{2}}. Eine Abbildung {\displaystyle f\colon X\to X} gegeben durch
{\displaystyle f(x)={\begin{cases}x_{1},&x\in X\setminus \{x_{1}\}\\x_{2},&x=x_{1}\end{cases}}}
hat dann keine Fixpunkte.

### Verbände
In der Kategorie der Verbände sind die betrachteten Morphismen zwischen zwei Objekten zwischen zwei Objekten {\displaystyle X}, {\displaystyle Y} die ordnungserhaltenden Abbildungen {\displaystyle f\colon X\to Y}. Nach dem Fixpunktsatz von Tarski und Knaster hat jeder Verband genau dann die Fixpunkteigenschaft, wenn er vollständig ist. Darüber hinaus ist die Menge aller Fixpunkte einer festgewählten Funktion selbst ein vollständiger Verband.

## Topologische Eigenschaften
- Genau dann hat ein topologischer Raum die Fixpunkteigenschaft, wenn die Identität die universelle Eigenschaft hat.
- Im Allgemeinen hat die Produkttopologie von zwei topologischen Räumen mit Fixpunkteigenschaft nicht die Fixpunkteigenschaft. Der Unterraum des {\displaystyle \mathbb {R} ^{2}} gegeben durch

{\displaystyle X=\left\{\left(x,\sin {\frac {\pi }{1-x}}\right)\mid 0\leq x<1\right\}}
hat die Fixpunkteigenschaft. Das gilt nicht mehr für {\displaystyle X\times X}.
- Hat {\displaystyle X} die Fixpunkteigenschaft, so haben alle Retrakte {\displaystyle A} ebenfalls die Fixpunkteigenschaft. Seien nämlich {\displaystyle f\colon A\to A} eine stetige Abbildung, {\displaystyle \iota \colon A\to X} die Inklusionsabbildung sowie {\displaystyle r\colon X\to A} eine Retraktion, dann ist {\displaystyle \iota \circ f\circ r\colon X\to X} ebenfalls eine stetige Abbildung. Da {\displaystyle X} die Fixpunkteigenschaft besitzt, hat {\displaystyle \iota \circ f\circ r} einen Fixpunkt und damit auch {\displaystyle f} selbst.
- Ebenso bleibt die Fixpunkteigenschaft unter Homöomorphie erhalten, die Argumentation folgt analog zu der davor.
- Wegen der Invarianz unter Homöomorphie und des Fixpunktsatzes von Schauder hat jede kompakte und konvexe Menge mit der Unterraumtopologie eines lokalkonvexen topologischen Vektorraumes die Fixpunkteigenschaft.
- Konvexität ist zwar keine topologische Eigenschaft, aber im Allgemeinen erfüllen kompakte topologische Räume die Fixpunkteigenschaft nicht, z. B. besitzt die Funktion

{\displaystyle f\colon [-2,-1]\cup [1,2]\to [-2,-1]\cup [1,2]}, {\displaystyle f(x)=-x}
keinen Fixpunkt. 1932 vermutete Karol Borsuk, dass kompakte und zusammenziehbare Räume die Fixpunkteigenschaft haben. Erst 20 Jahre später gelang es dem Mathematiker Kinoshita durch Angabe eines Gegenbeispiels die Vermutung zu widerlegen.